# Владимиро-суздальская школа (древнерусское искусство)

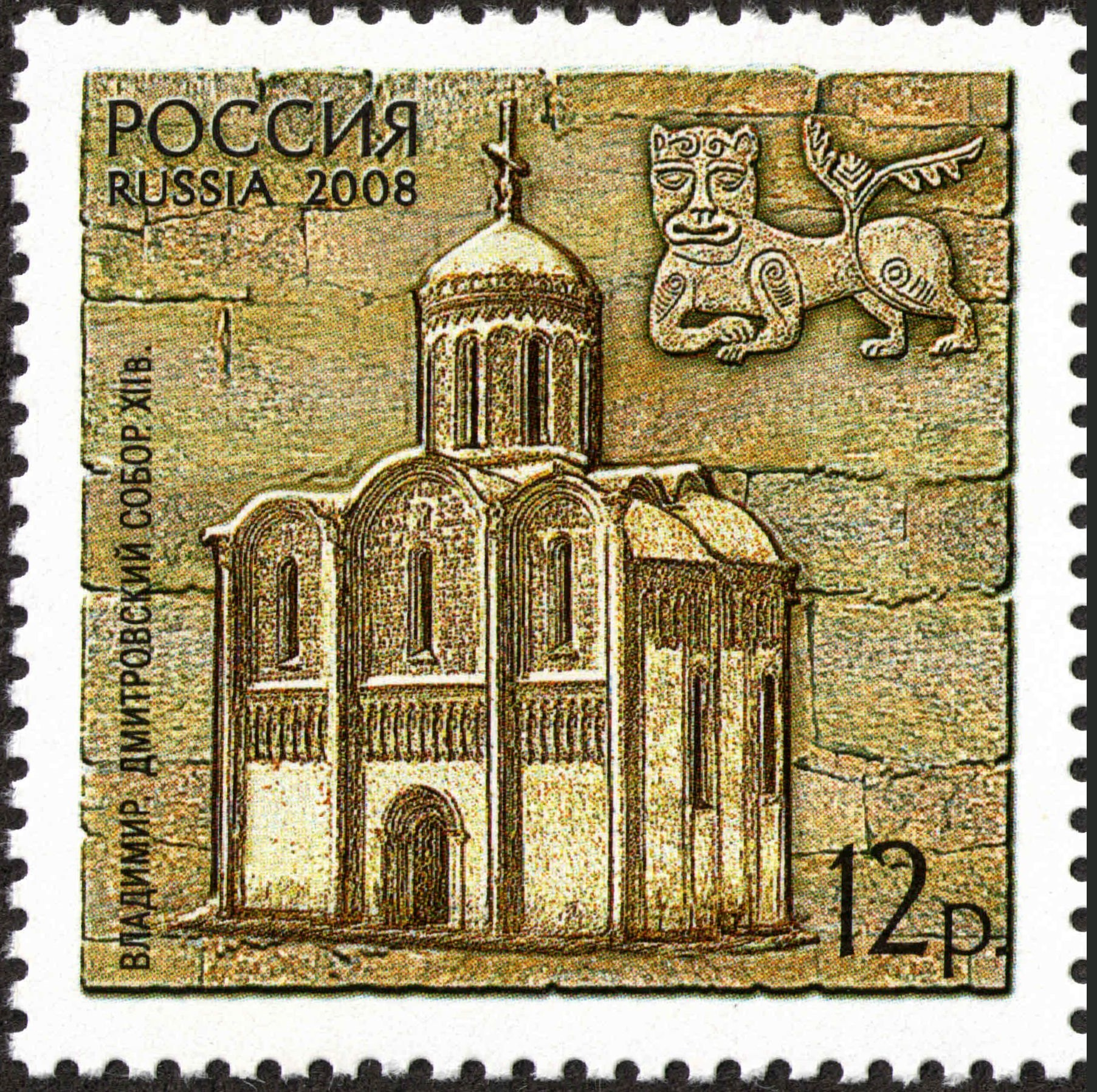
Владимир, Дмитровский собор, XII век, памятник Всемирного культурного наследия, почтовая марка России, 2008, художник Р. Комса

Влади́миро-су́здальская шко́ла — одна из историко-региональных школ в древнерусском искусстве, развивавшаяся в Северо-Восточной Руси в XII—XIV веках. Известна достижениями в каменном зодчестве, белокаменной резьбе, иконописи и фреске. Белокаменные памятники Владимира и Суздаля в 1992 году включены в список Всемирного наследия ЮНЕСКО.

## История формирования залесского зодчества
В 1113—1125 годах залесская земля («за лесами», к северо-востоку от Киева) принадлежала князю черниговскому, переяславскому и великому князю киевскому Владимиру II Мономаху. Киевский князь Юрий (впоследствии «Долгорукий»), ушедший в 1150 году из Киева, основал у озера Плещеева город Переславль В отличие от Переяславля киевской земли, этот город получил позднее наименование «Залесский» (Переяслав — имя князя Юрия до крещения, буква «я» отпала сама собой). В 1152—1160 годах в Переславле-Залесском отстроили белокаменный Спасо-Преображенский собор в Переславле-Залесском. Он хорошо сохранился и представляет собой квадратное в плане четырёхстолпное здание с тремя апсидами, хорами и одной массивной главой.
Существует предположение, что из-за враждебных отношений с Киевом князь Юрий обратился за помощью к своему верному союзнику галицкому князю Владимиру, и артель из Галича-Волынского (западных: по одной версии краковских, по другой — венгерских мастеров) работала также в Переславле-Залесском. Об этом свидетельствует западноевропейская техника кладки из известняковых квадров (с забутовкой из валунов на известковом растворе). Галицкая артель работала и в Кидекше — резиденции князя Юрия на реке Нерль близ Суздаля.  Церковь Бориса и Глеба в Кидекше  (1152) демонстрирует черты западноевропейской архитектуры. Помимо техники кладки примечательны элементы резного декора и аркатурный пояс, восходящий к аркадам ломбардской (ломбардская арочная галерея) и южно-германской архитектуры. В 1108 году на холме у речки Клязьмы князь Владимир II Мономах заложил крепость (от его имени происходит позднейшее название города: Владимир). Раскопки фундаментов несохранившихся построек в Смоленске, Суздале, Владимире свидетельствуют о работах киевской или переяславской артели.
Сын Юрия Долгорукого, князь Андрей, прозванный Боголюбским, в 1158 году основал в излучине речки Клязьмы собственную столицу Боголюбово. Согласно легенде, в 1155 году на пути из Киева в Ростов князь Андрей нёс с собой икону Богоматери из Константинополя (позднее Богоматерь Владимирская). Его конь остановился на том месте, где затем и сама Богоматерь явилась князю во сне, повелев поставить икону во Владимире. На месте явления возник город «Боголюбый», так как «сама Богоматерь возлюбила это место» (существуют и иные версии, например от именования многих князей «боголюбивыми»).

## Основные архитектурные памятники. Особенности композиции и стиля
В 1164 году князь Андрей Боголюбский построил во Владимире  Золотые ворота , по образцу константинопольских. Они сохранились до наших дней со значительными изменениями. Это было крепостное сооружение при въезде в город с западной стороны. Въездная арка в древности закрывалась дубовыми воротами, обшитыми листами золочёной меди (возможно, с изображениями в технике золотой наводки). Городская стена имела и другие ворота (Серебряные, Медные, Иринины), они не сохранились. Ворота были увенчаны ярусной надвратной церковью (типичная композиция древнерусской архитектуры). В 1469 году церковь перестраивал московский мастер В. Д. Ермолин. В конце XVIII века пристроены боковые башни и снова изменена верхняя часть.
 Успенский собор  заложен князем Андреем в 1158 году. Стоящий высоко, на горе, он виден издалека. Происхождение его архитектуры и мастеров, а также композиционных особенностей, до настоящего времени вызывают научные дискуссии. Согласно летописи, князь Андрей получил мастеров для строительства «от немец». По тексту «Истории Российской» В. Н. Татищева, князь просил прислать мастеров у императора Священной Римской империи Фридриха I Барбароссы.
Вначале собор был одноглавым, шестистолпным, типа вписанного креста, с позакомарным завершением фасадов. Необычными были детали: перспективные порталы, каменная резьба, аркатурные пояса, полуколонны по углам здания вместо традиционных лопаток, скульптурные консоли. В этих деталях очевидны характерные приемы зодчих Ломбардии (Северной Италии), которые, как и тессинцы, славились в то время своим строительным мастерством. Эти области входили в империю Фридриха Барбароссы. Строительство Успенского собора закончили в 1160 году. В 1176—1212 годах, при следующем князе Всеволоде III по прозванию «Большое гнездо», собор окружили наружными галереями. В дальнейшем опоясывающие основной объём здания наружные галереи станут одной из характерных композиционных особенностей архитектуры владимиро-суздальской школы. После перестройки 1185—1189 годов собор стал пятиглавым. Ширина трёхнефной части собора — 31 м, высота центральных сводов внутри — около 22 м, высота до шелыги центрального купола — 35,5 м (по обмерам Н. Н. Воронина).
Зодчество Северо-Восточной Руси изучал выдающийся историк русской архитектуры Н. Н. Воронин. Реконструкции, созданные Н. Н. Ворониным в разные годы, показывают вид собора 1158—1160 и 1185—1189 годов, уже с галереями и двумя шатровыми башнями, типичными для ломбардской архитектуры Северной Италии.

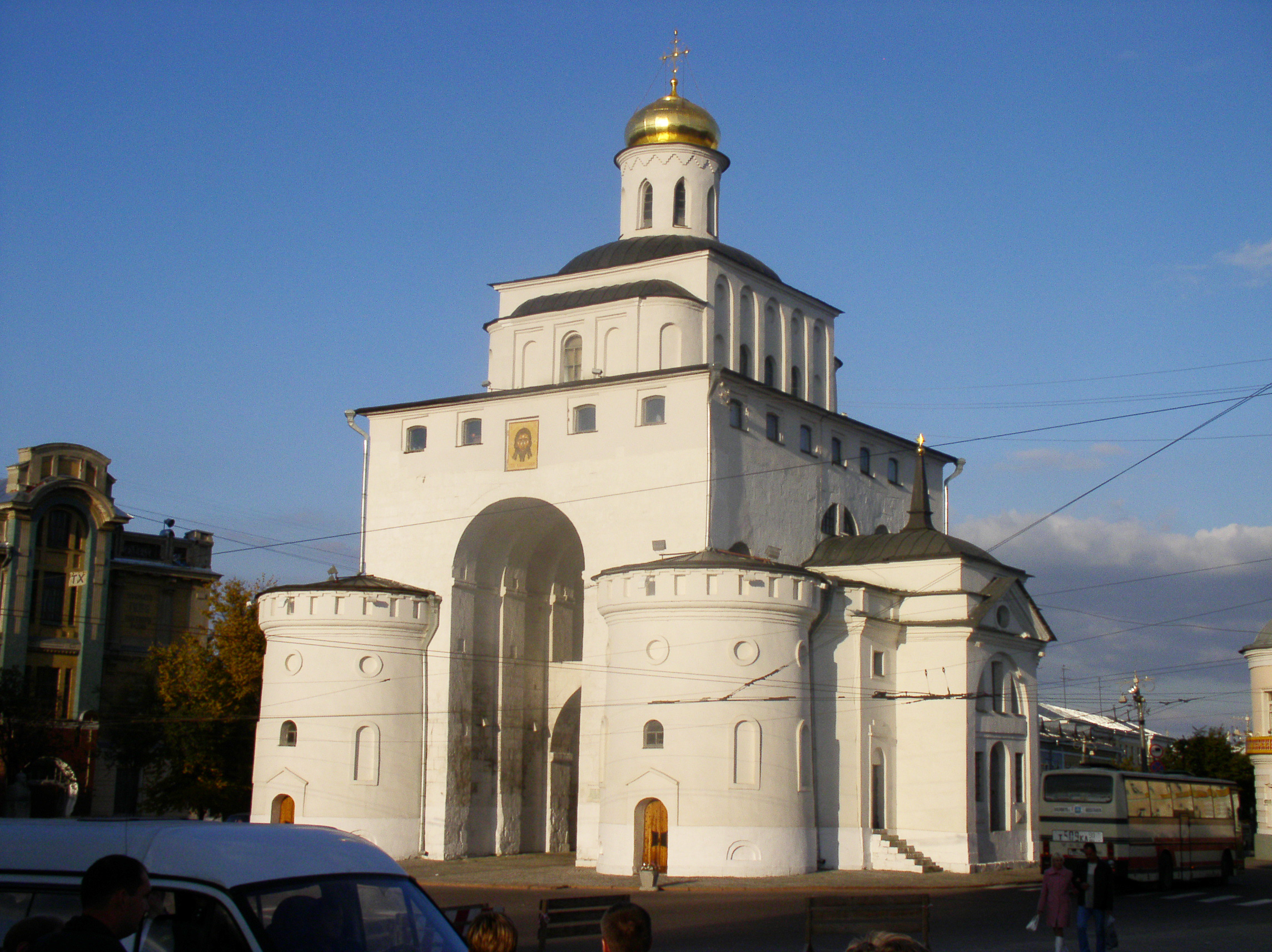
Владимир. Золотые ворота. 1164

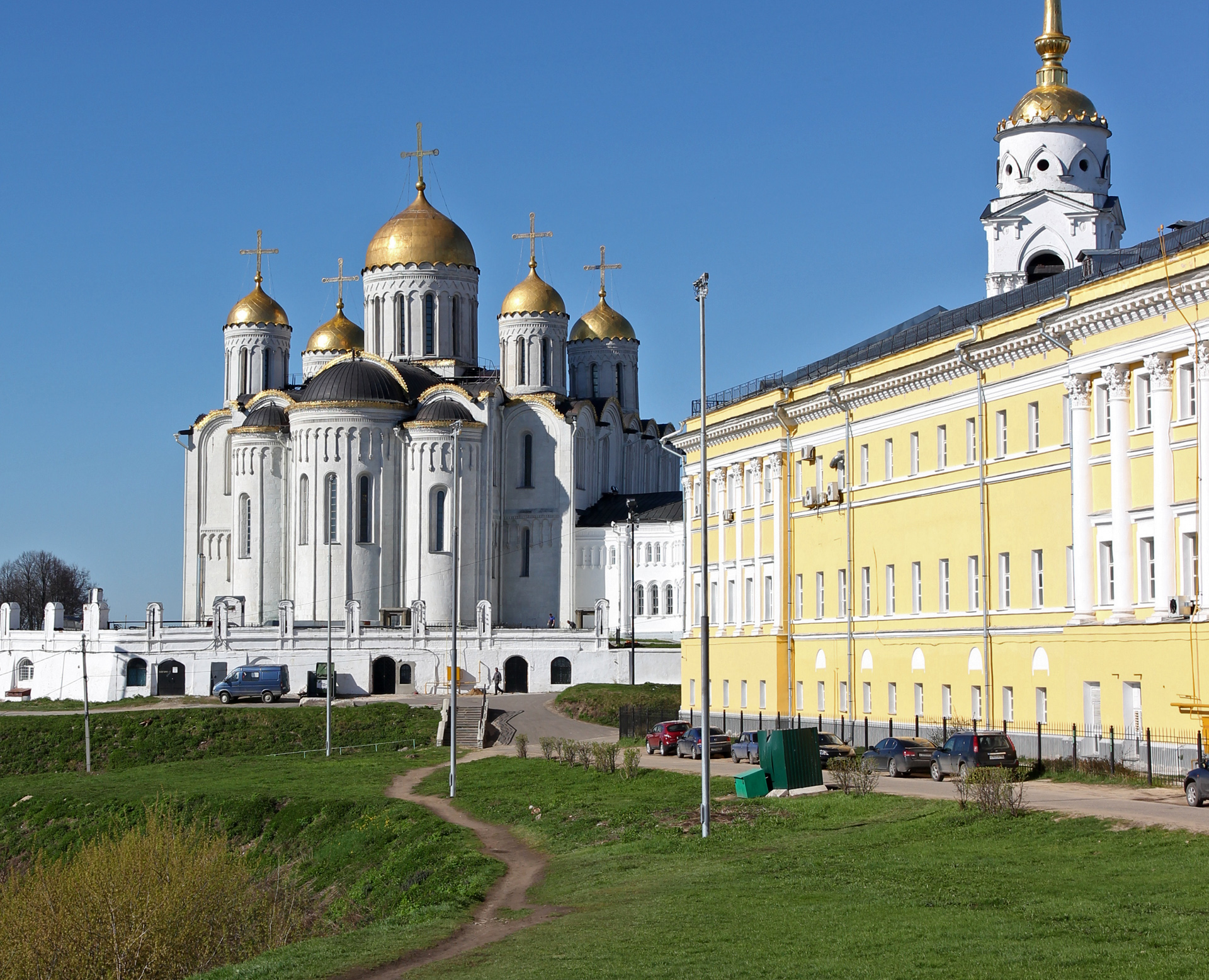
Владимир. Собор Успения Богоматери. 1158—1189

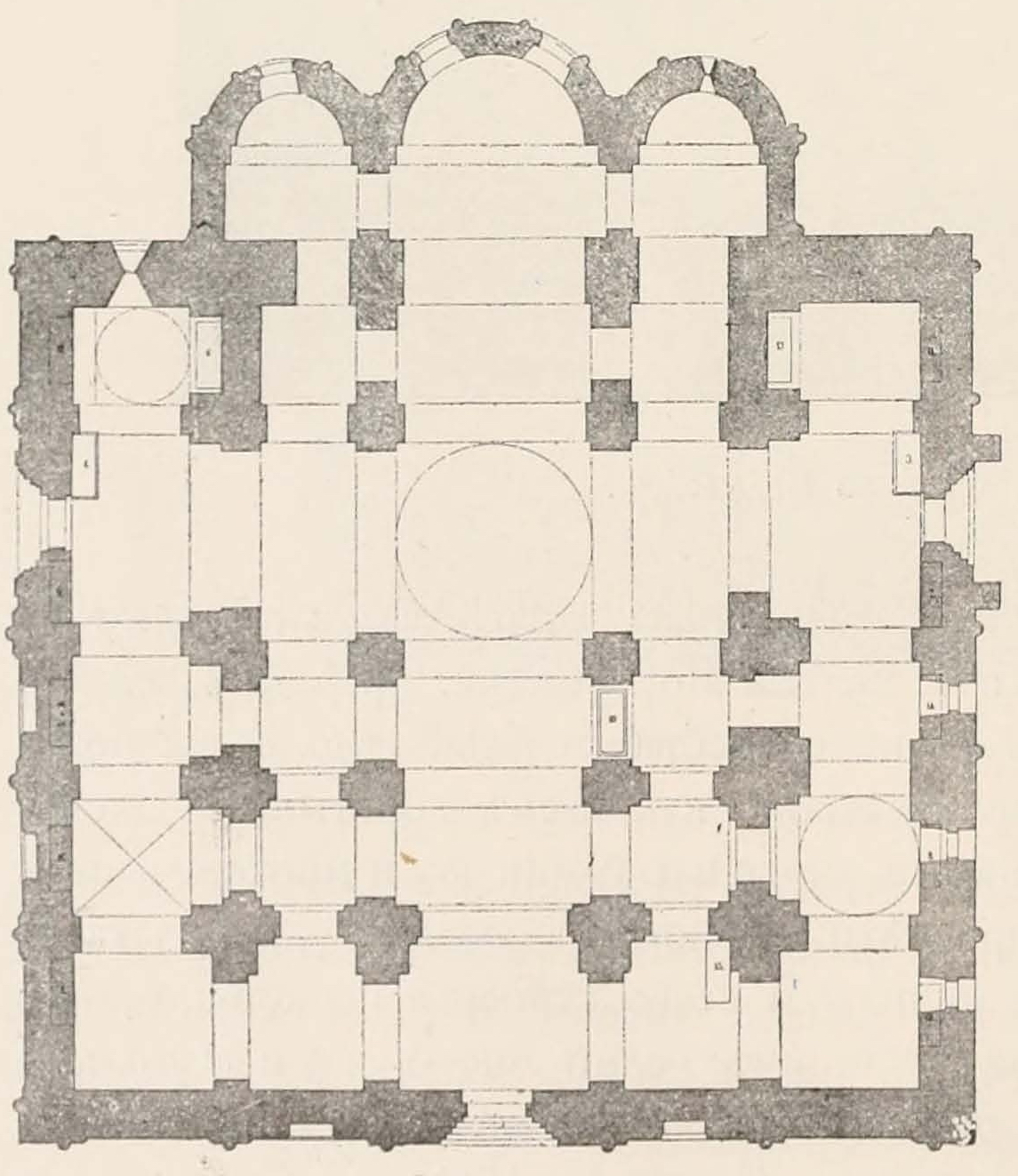
План Успенского собора во Владимире с обходными галереями

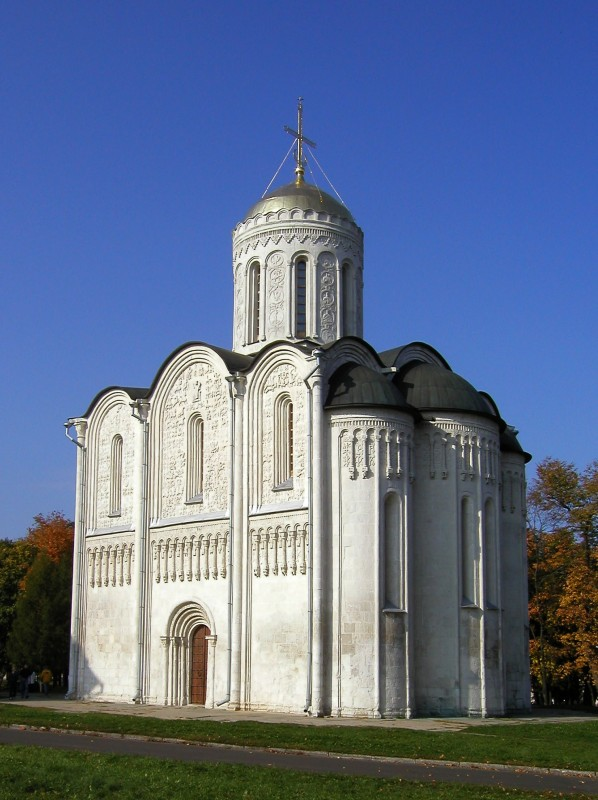
Владимир. Дмитриевский собор. 1194—1197

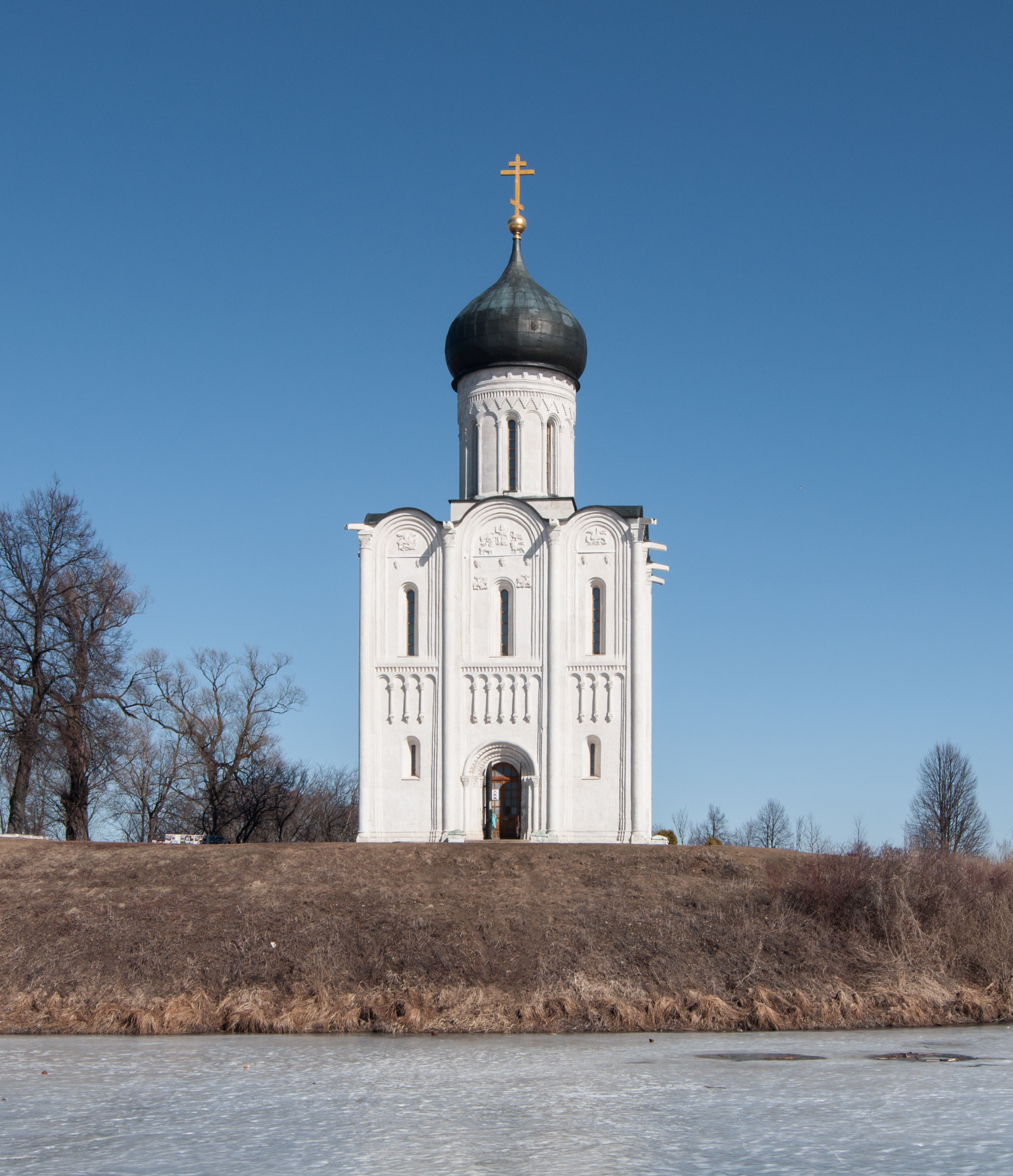
Храм Покрова на Нерли

В 1870-х годах архитектор и реставратор Н. В. Султанов обнаружил, что закомарные перекрытия Успенского храма завершались скрытыми под позднейшей кладкой типично готическими щипцами. Исследователь был настолько смущён своим открытием (оно выходило за границы представлений о древнерусской архитектуре тех лет), что скрыл этот факт и позднее о нём не упоминал. Это обстоятельство послужило одним из стимулов научных поисков, в том числе в Италии, исследователя древнерусской архитектуры О. М. Иоаннисяна. Он установил, что схожие элементы встречаются в соборах Германии — в Вормсе, Майнце, но все они восходят к общему источнику, а именно к постройкам, возведённым ломбардскими мастерами в Северной Италии — в Комо, резиденции императора Фридриха, и в Павии. Ближайший прототип — собор в Модене. Схожей концепции придерживался А. И. Комеч.
Между 1194 и 1197 годами, также в правление Всеволода III во Владимире построили небольшой одноглавый Дмитриевский храм (освящённый в честь Святого великомученика Димитрия Солунского). Его золочёная глава имеет древний крест из вызолоченной меди с флюгером в виде голубя, который «присел» на его вершину. Третий собор — Рождественского монастыря —перестроен в XVII веке. В середине XIX столетии выдающийся исследователь архитектуры Н. А. Артлебен разобрал обветшавшее к тому времени здание и возвел собор заново, воссоздав облик постройки XII века. При советской власти в 1930 году собор снесли. Ныне он воссоздан на основе гипотетической реконструкции.
В Боголюбове сохранились остатки дворца Андрея Боголюбского и фрагменты собора Рождества Богородицы. Реконструкция собора, соединенного переходами с дворцовыми постройками (сохранилась часть лестничной башни XII в.), разработана в 1950-х годах Н. Н. Ворониным. На площади перед собором был установлен киворий с чашей со святой водой — характерная деталь западноевропейской романской архитектуры. Лиственные капители столпов интерьера были вызолочены. Сохранились также сведения о том, что в своей работе зодчим было предписано руководствоваться описаниями храма Соломона в Иерусалиме.
В километре от Боголюбова, при впадении в Клязьму р. Нерль, в 1165 году (другая дата: 1158 г.) была возведена одноглавая церковь Покрова Богородицы. Из-за опасности весенних разливов реки храм возвели на искусственной террасе с насыпью, облицованной каменными плитами, лестницей и фигурами львов по сторонам. Согласно реконструкции Н. Н. Воронина, храм окружали галереи с аркатурами. Храм Покрова впечатляет изысканными пропорциями и утонченным вертикализмом композиции.
Несмотря на то, что при князе Всеволоде III, в частности при перестройке Успенского собора в пятиглавое сооружение, уже не работали «мастера от немец» (предполагают участие местных каменщиков), владимирская архитектура демонстрирует ряд устойчивых черт, что позволяет определить ее в качестве оригинальной историко-региональной школы. При сохранении плана типа вписанного креста (по византийской традиции) соборы дополняли наружными галереями с аркатурно-колончатым поясом на скульптурных консолях. Пояс делит высоту стены в «золотой пропорции». Колонками с капителями оформлены углы построек и перспективные порталы, аналогично западноевропейской романской архитектуре. Им вторят архивольты полукруглого сечения по закомарам верхней части прясел стен. Над аркатурным поясом проходит поребрик, и верхняя часть стены над поребриком заглублена так называемым отливом.
В 26 км к северу от Владимира расположен город Суздаль. В 1149—1157 годах он был столицей Ростово-Суздальского княжества. В Суздале киевская артель мастеров по заказу Владимира Мономаха и местного епископа Ефрема возвела четырёхстолпный одноглавый собор во имя Успения Богородицы. Собор сложили из плинфы на растворе. Около 1148 года на его месте построили новый белокаменный храм. В 1222—1225 годах при Юрии II Всеволодовиче (сыне Всеволода III «Большое гнездо») на остатках прежнего возвели третий по счёту трёхглавый каменный собор во имя Рождества Богородицы. В 1528—1530 годах обрушившуюся верхнюю часть здания перестроили из кирпича, превратив собор в пятиглавый. С некоторыми изменениями (формы глав переделаны существенно) это здание сохранилось до настоящего времени.
Храм, подобно владимирским постройкам, имеет аркатурно-колончатый пояс, но он не выступает, а врезан в стену — в виде ряда ниш, что свидетельствует об утрате качеств тектоничности и усилении декоративного начала. Это явление объясняют, в частности, тем, что собор строили не западные, а местные мастера.

## Владимиро-суздальская школа белокаменной резьбы
- См.: Белокаменные памятники Владимира и Суздаля

Помимо архитектурных новшеств владимиро-суздальская школа примечательна оригинальным искусством белокаменной резьбы. Новая строительная техника побудила мастеров и к новым декоративным приемам, отличным от византийских (кирпичных узоров и включения в кирпичную кладку майоликовых плиток и тарелей).
Особенно знаменит резным убором Дмитриевский собор во Владимире. Белокаменная резьба сплошным ковром покрывает верхнюю часть прясел стен, аркатурный пояс, архивольты порталов и простенки барабана главы. Около тысячи камней украшены рельефным декором: растительные мотивы, плетеный орнамент, фигуры львов с «процветшими» хвостами, которых за их миролюбивый вид называли «котами», грифоны, птицы, скачущие всадники. Некоторые мотивы удивительно близки западноевропейскому «абстрактному звериному орнаменту». Среди рельефов есть изображения царя Соломона на львином троне (возможно, как строителя Иерусалимского храма), князей Бориса и Глеба, Всеволода III, «полёта Александра Македонского на небо». На южном фасаде церкви Покрова на Нерли имеется изображение царя Давида-Псалмопевца.

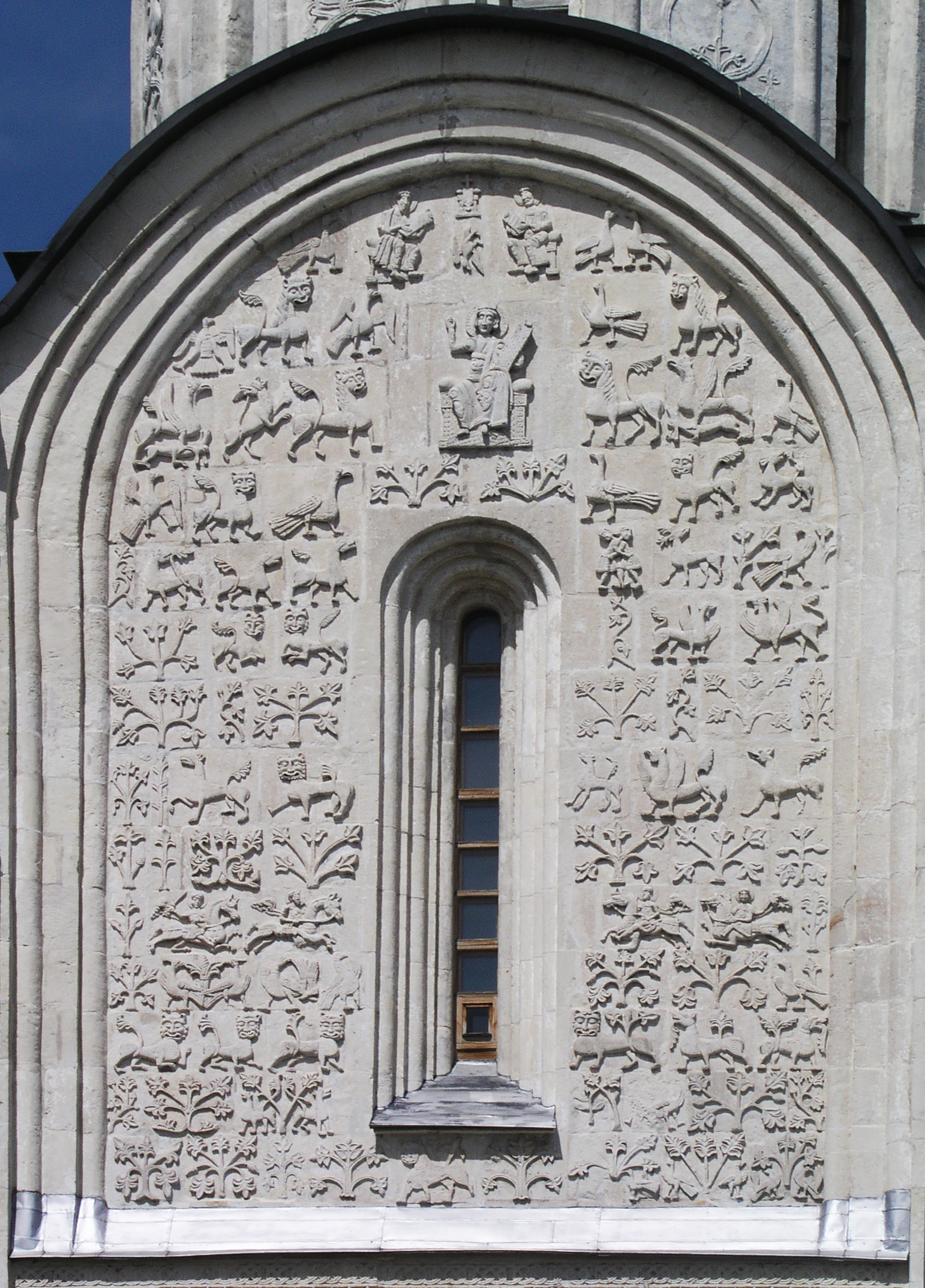
Дмитриевский собор во Владимире. 1194—1197. Прясло южного фасада с фигурой Давида-Псалмопевца и «тварями земными»

Рельефы высекали по готовой кладке, хотя не исключены «заготовки», сделанные заранее на строительной площадке, поскольку изображения, игнорируя швы, свободно «перетекают» с одного камня на другой. Колонки и архивольты порталов, аркатурного пояса и капители покрыты мелкой плоскорельефной резьбой с заглублением фона. В дереве такая резьба называется обронной.

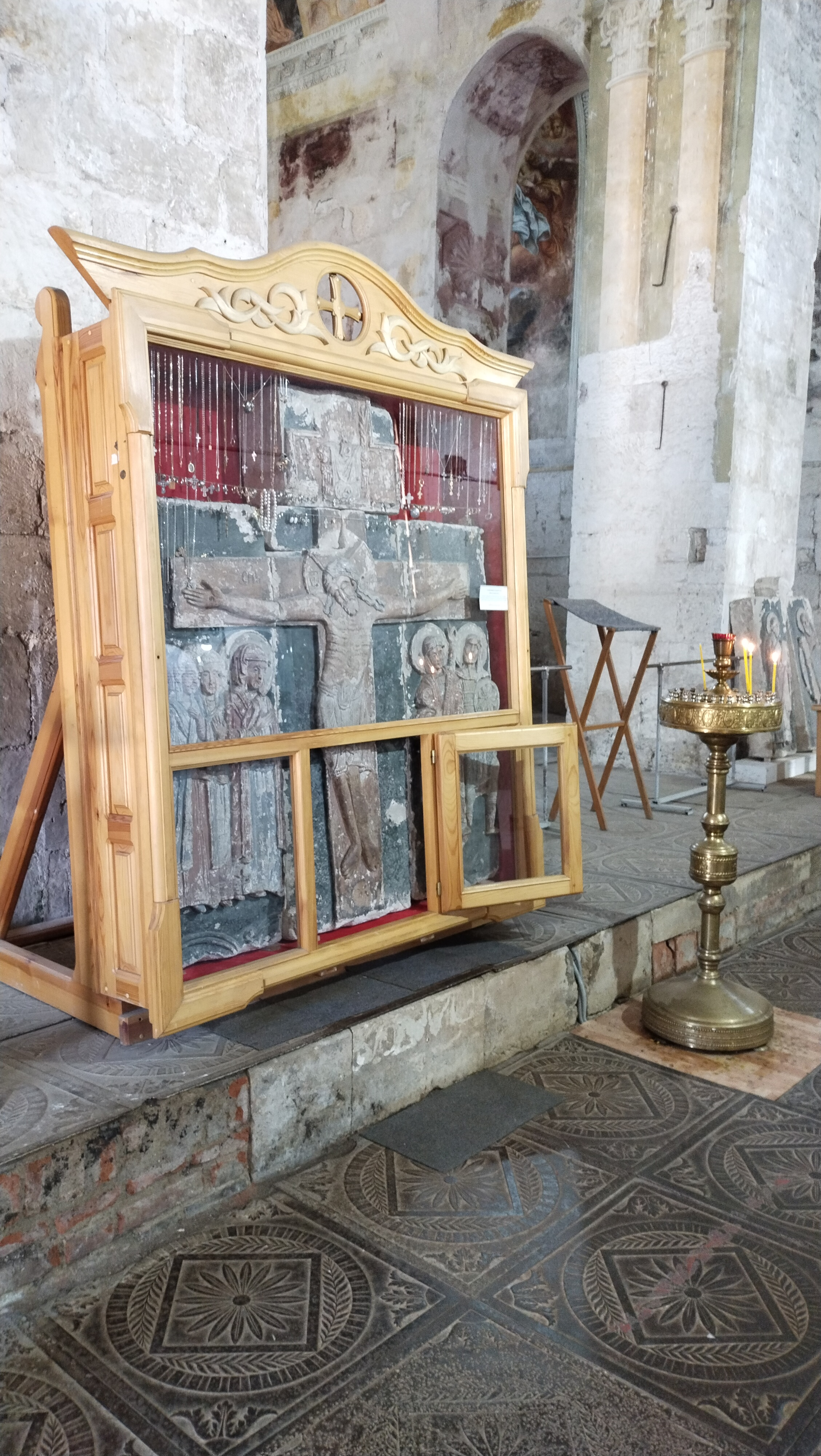
Святославов крест в современной экспозиции Георгиевского собора, 2022

В 1152 году северо-западнее Владимира князем Юрием Долгоруким был основан город Юрьев-Польский (или Польско́й, от имени князя с прибавлением определения «в поле»). В 1230—1234 годах в Юрьеве-Польском возведён Георгиевский собор. Это небольшой четырехстолпный храм с одной главой. Храм имел три притвора, один из которых, западный, был двухэтажным (в его верхней части помещались княжеские хоры). Пирамидальный силуэт собора подчеркивали закомары у основания главы. В XV веке значительная часть здания обрушилась. В 1471 году силами Василия Ермолина по приказу великого князя московского Ивана III собор был восстановлен, но потерял первоначальные пропорции и стал значительно более приземистым. При этом, зодчий, понимая значение исторического сооружения, не заменил обрушившиеся части здания кирпичной кладкой, а собрал все белокаменные блоки и украшавшие их рельефы. Однако, не имея зарисовок храма и его точного плана, он большинство камней поставил произвольно, перепутав сюжеты, в результате чего образовался своеобразный «ребус» из белокаменных рельефов.
Особым почитанием верующих был окружён в течение веков так называемый Святославов крест — вырезанная из камня многочастная икона с изображением Распятия Иисуса Христа с предстоящими. После реконструкции 1471 года рельеф находился в центральной закомаре западной или северной стен собора. В настоящее время экспонируется в Георгиевском соборе и является частью коллекции Юрьев-Польского историко-архитектурного и художественного музея. Традиция связывает поставление креста с князем Юрьевским Святославом Всеволодовичем. По предположению целого ряда исследователей, непосредственным поводом с созданию креста послужили обстоятельства похода князя на Волжскую Булгарию в 1220 году.
Реконструкцию храма разрабатывал Н. Н. Воронин. Историк и теоретик архитектуры Г. К. Вагнер сравнивал композицию собора с Сионом, грандиозным реликварием, раскрывающим иконографическую программу прославления владимирских князей в общей иерархии мироздания с зонами «земли» и «неба» аналогично дольнему и горнему мирам в иконописи.
Нижний ярус рельефов представлял цветущую землю, над ним — символы княжеского дома и Церкви. Аркатурно-колончатый пояс храма украшали изображения небесных покровителей владимирских князей. Рельефы в закомарах представляли библейские сюжеты. Красоту природы владимирской земли славят сказочные птицы, львы, драконы. В отличие от рельефов Успенского и Дмитриевского соборов во Владимире, имеющих более тектоничный характер, тончайшая каменная резьба собора в Юрьеве-Польском атектонична — узор покрывает плоскости стен сплошным ковром, без учета швов каменной кладки и конструкции архитектурных деталей. Аркатурно-колончатый пояс также потерял зрительную тектоничность, он углублен в толщу стены. В этих особенностях исследователи склонны видеть не только более позднюю стадию развития искусства белокаменной резьбы, но и возрастающую роль народной традиции — связь с фольклором, мотивами и техникой крестьянской резьбы и росписи по дереву.
Характерна также двуплановость рельефов. Сначала на строительной площадке на отдельных камнях в высоком рельефе вытесывали изображения фигур. Затем камни вводили в кладку стены, и по готовой стене вырезали сплошной ковровый узор в низком рельефе. Примечательно, что в соборе Юрьева-Польского резьба начинается с самого низа стен и предназначается для рассматривания вблизи.

## Галерея

Аркатурно-колончатый пояс фасада Дмитриевского собора во Владимире. 1194—1197
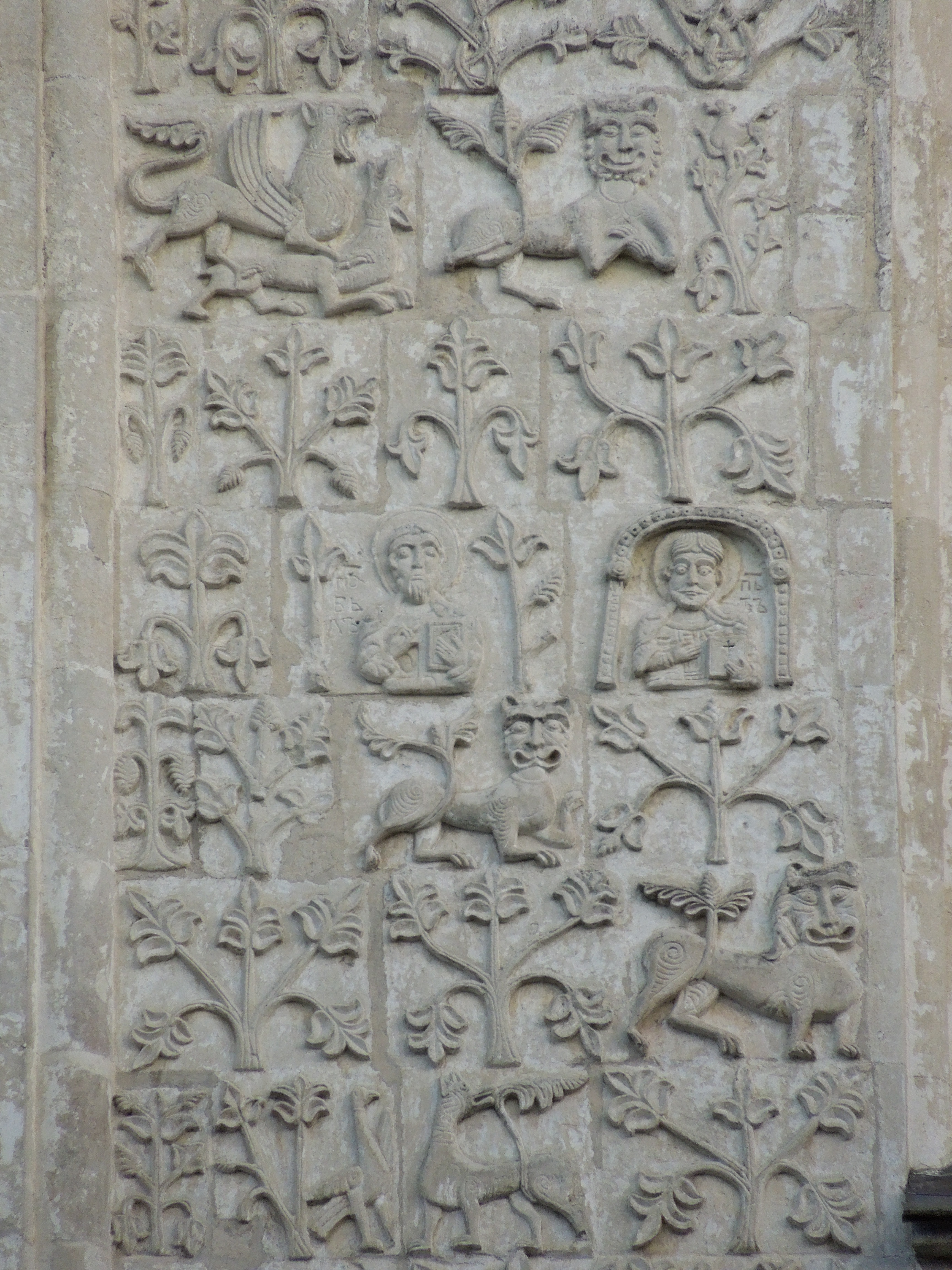
Дмитриевский собор. Прясло южной стены
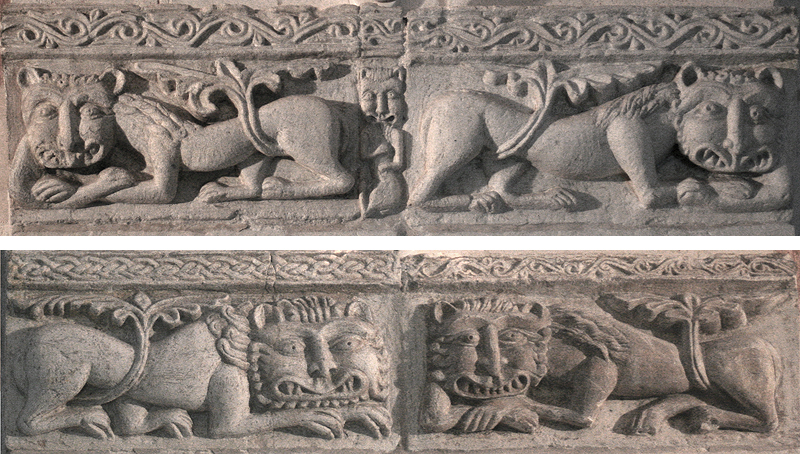
«Коты». Рельефы в интерьере Дмитриевского собора
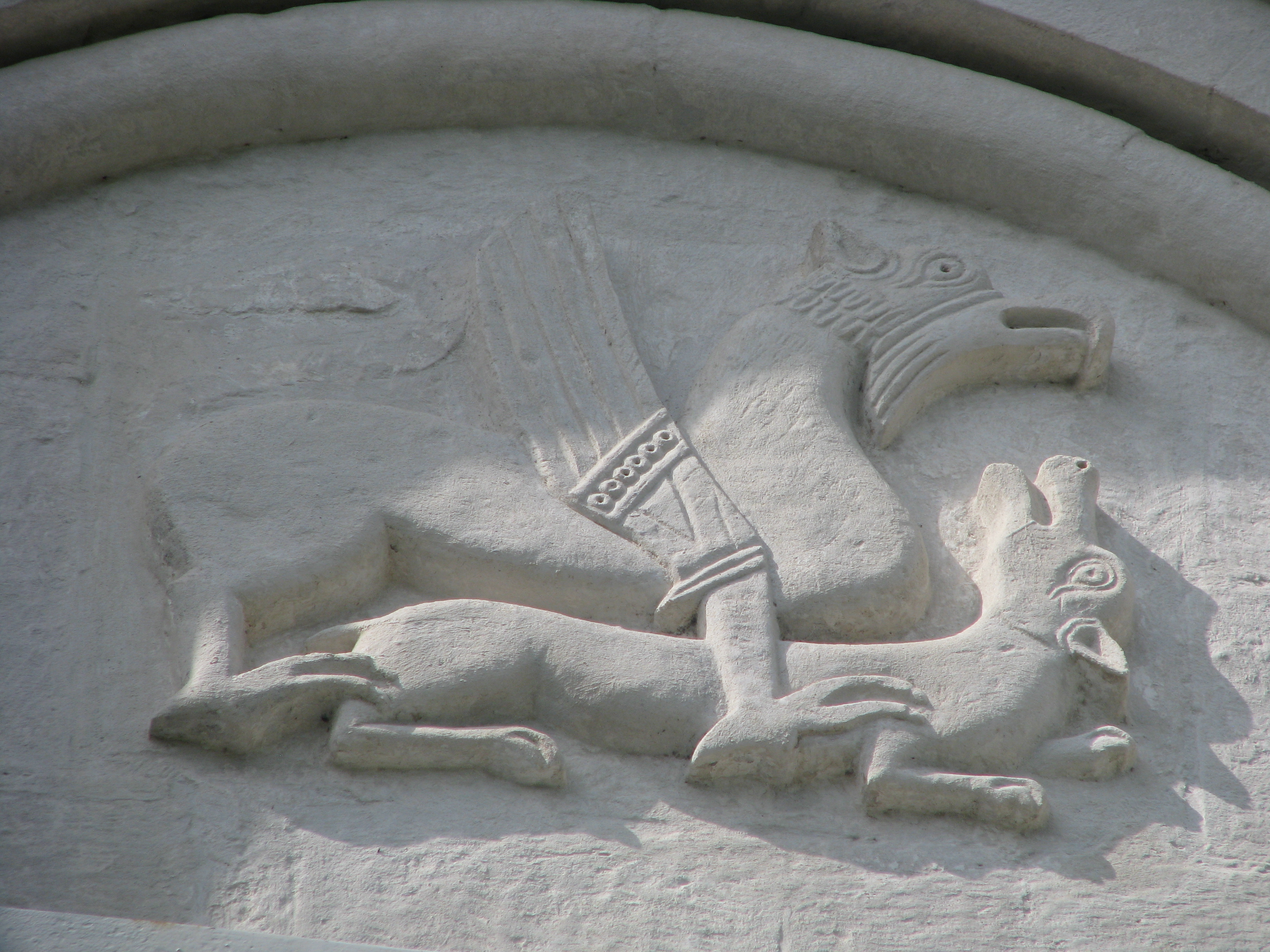
Церковь Покрова на Нерли. Рельеф закомары
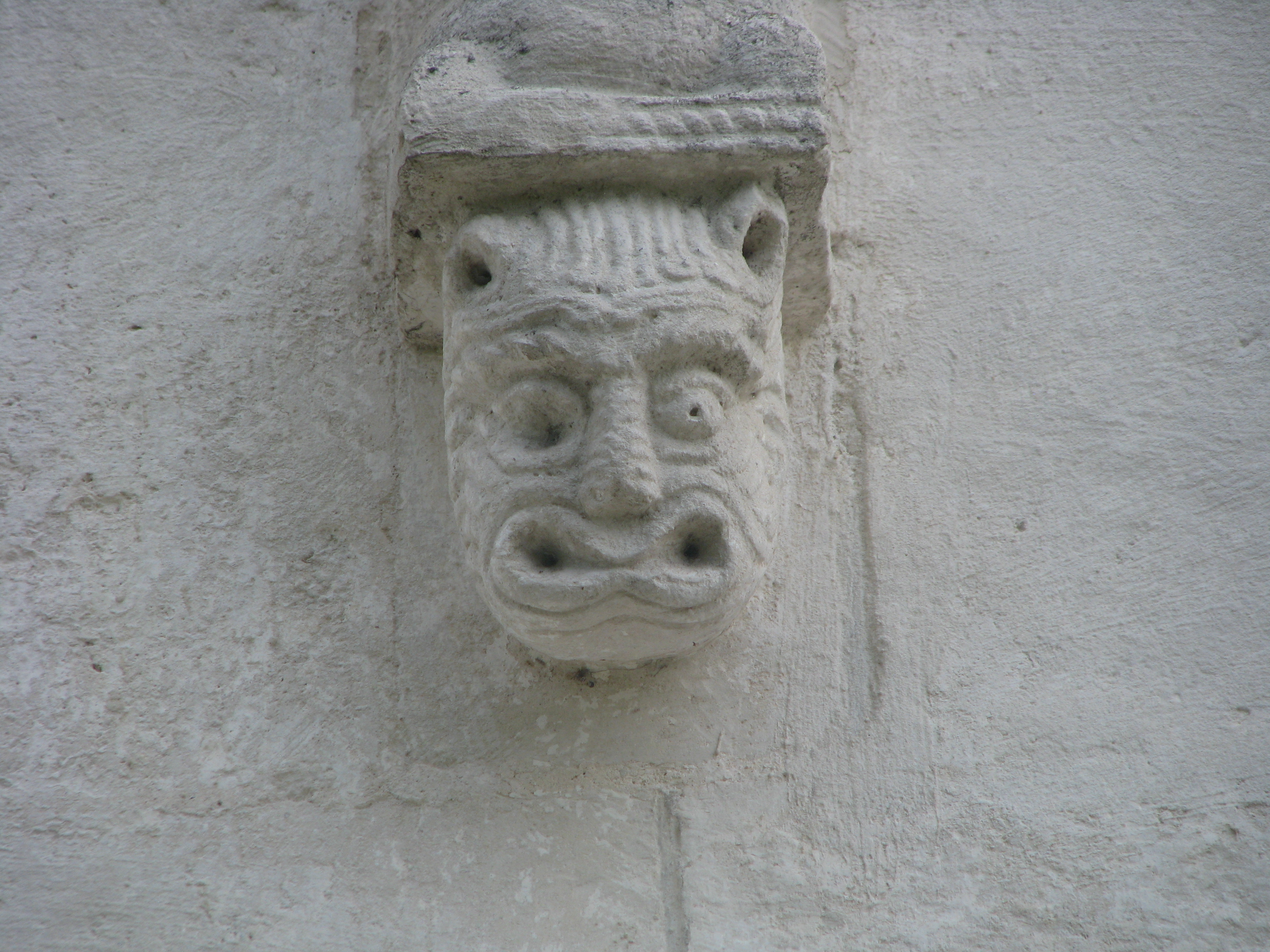
Церковь Покрова на Нерли. Скульптурная консоль
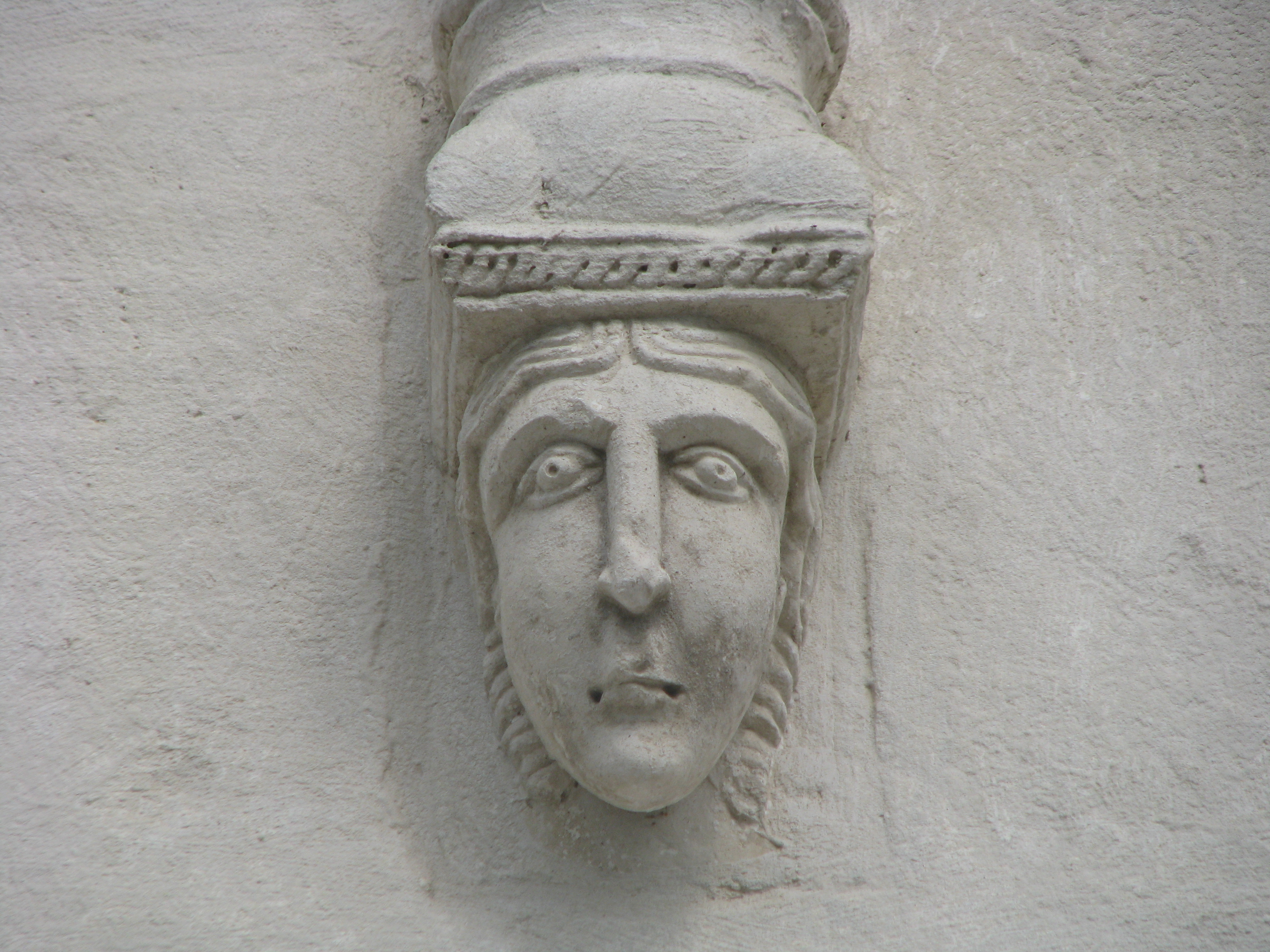
Церковь Покрова на Нерли. Женская маска

Некоторые изображения совпадают с мотивами рельефов западноевропейских кафедральных соборов, другие имеют аналоги в ювелирном искусстве и византийской торевтике (серебряными и золотыми блюдами работы византийских мастеров арабские торговцы расплачивались со славянами за пушнину и другие товары). Однако если рельефы романских соборов пластичны (в них отчасти сохранены традиции античной скульптуры), то во владимирских заметна архаичность и доминирует плоскостность. В древнерусском искусстве не было собственных традиций объемной пластики, и поэтому техника резьбы по камню опиралась на приемы плоскорельефной резьбы по дереву, где малая высота рельефа определяется толщиной доски. Так называемые «геральдические» изображения (симметрично расположенные звери по сторонам «Мирового дерева») или изображения животных в кругах аналогичны декору византийских и персидских шелковых тканей VI—VIII веков. Они происходят из искусства Древней Месопотамии и Персии. Очевидны также аналогии с греко-скифо-персидским «звериным стилем» изделий из золота, бронзы и дерева VII—V вв. до н. э. Схожие мотивы встречаются в каменных рельефах храмов Армении и Грузии.
Представления об изначальном облике церквей владимиро-суздальской школы должны быть дополнены образами несохранившейся полихромии. Предполагают, что аркатурно-колончатый фриз был расписан полностью. Таким образом, аркатура романского происхождения соединялась с восточнохристианской традицией расписных киотов внутри и снаружи храма.
Н. Н. Воронин полагал, что фресковая роспись аркатурно-колончатого фриза Успенского собора во Владимире стала прообразом рельефного декора в позднейших постройках Владимиро-Суздальского княжества. Расположение наружных рельефов связано с системой росписей интерьера. Архитектура, таким образом, становилась своеобразной объемно-пространственной (двусторонней) рамой для живописных и скульптурных произведений. Учитывая многообразие источников рельефных изображений — византийских, иранских, можно сделать вывод о том, что романская архитектура, привнесенная при Андрее Боголюбском на Русь «мастерами от немец», постепенно погружалась в стихию восточной культуры с пережитками языческих верований и древнейших представлений об устройстве мира.
Согласно летописным свидетельствам многие детали Успенского собора во Владимире и Рождественского в Боголюбове были сделаны из позолоченной меди. Металлическими листами были обиты колонки аркатурно-колончатого фриза, откосы порталов, простенки окон барабанов глав, капители и водометы. В этом видели подобие сказочному храму Соломона в Иерусалиме, каким он описан в Священном Писании: резные изображения херувимов, пальм и распускающихся цветов Соломон «обложил золотом по резьбе» (3 Цар. 6:35). В силу исторических обстоятельств в Юрьеве-Польском закончился период белокаменного зодчества Владимиро-Суздальской земли.

## Историческая оценка зодчества Владимиро-Суздальской Руси
По наиболее распространенной концепции, тип владимиро-суздальских построек является «общеевропейским», в нём очевидно «общее начало» западного и восточного искусства XII—XIII веков. Примечательны также закономерности общей формальной эволюции архитектурных композиций: от горизонтали к вертикали; от распластанного вширь строения к пирамидальному силуэту. Сохранив византийскую основу крестово-купольного здания, местные зодчие (как западноевропейские, так и русские) обогащали композиционную схему новыми приемами. «Повышенные пропорции» придавали храмам общий ступенчато-столпообразный характер. Всё это усиливало связь храма с окружающим пейзажем. Можно утверждать, что пейзажное вѝдение сказалось в древнерусской архитектуре сильнее, чем в византийской. Украшение фасадов двуплановой резьбой с росписью и позолотой вплоть до введения в XVI—XVII веков полихромных изразцов свидетельствует о последовательном нарастании независимости декоративной обработки фасадов от конструкции и внутреннего пространства храма. Стремление зрительно акцентировать фасады сравнительно небольших сооружений по отношению к окружающему пейзажу аналогично процессам, которые происходили в архитектуре Ирана, Армении, Грузии и, несколько позднее, Средней Азии.
Н. П. Кондаков, имея в виду обилие и красоту памятников, назвал Владимиро-Суздальскую Русь «русской Ломбардией». Он считал, что в характере владимиро-суздальской белокаменной резьбы отразились общие для Средневековья формы художественного мышления, но не видел в этой резьбе «ничего тождественного с западноевропейским романским стилем». Примечательно также, что Георгиевский собор в Юрьеве-Польском был закончен строительством за три-четыре года до вторжения войск татарского хана Батыя, с 1236 года опустошавшего южную Русь (периодом монголо-татарского ига считаются 1240—1480 годы).
Историк М. И. Ростовцев считал, что иранский и древнейший алародийский компоненты культур Передней Азии через Предкавказье и прилегающие южнорусские степи, а также через греческие колонии Северного Причерноморья, распространялись до Дуная и далее на Запад, «вливаясь в море среднеевропейской культуры, насыщая его новыми и творческими элементами». Позднее, в XII—XIII веках, происходил обратный процесс усвоения древнерусской культурой восточных ирано-сарматских элементов, преображенных западноевропейским романским искусством. Посредством этого процесса, согласно концепции Ростовцева, культурная история России вошла в состав западноевропейской культуры Средних веков.
Французский историк архитектуры О. Шуази, опубликовавший в 1899 году «Историю архитектуры», назвал мотивы владимиро-суздальской резьбы «чисто сасанидским растительным орнаментом». По мнению И. Э. Грабаря владимиро-суздальская школа создала «аристократический по духу стиль».
Г. К. Вагнер определил стиль владимиро-суздальской резьбы как «коренной национальный стиль», проявившийся благодаря норманнскому воздействию, ослабившему влияние Византии. По его же более поздней оценке, оригинальность владимиро-суздальской школы архитектуры и белокаменной резьбы еще не делает её национальной, поскольку она может быть отнесена не к общерусским, а к «общесредневековым явлениям культуры». В послемонгольский период XIV—XV веков, время «русского Ренессанса», искусство белокаменной резьбы исчезло так же внезапно, как и появилось, без видимых последствий. Средневековая традиция обильных рельефных изображений на фасадах культовых зданий сменилась «статуарным искусством».
Традиции искусства владимиро-суздальской школы послужили одним из источников возникновения и развития в XIV—XV веках московской школы древнерусского искусства.

## Иконопись
С историей владимиро-суздальской земли связано происхождение многих известных икон: Богоматерь Боголюбская (1158—1174), Дмитрий Солунский (1180—1190), Богоматерь Максимовская (1299—1300), Спас Златые власы (1200—1225) и многие другие. Показательно, что многие иконы, ранее атрибутированные как работа мастеров владимиро-суздальской школы, в последнее время специалисты относят к московской школе. Например, знаменитые иконы «Златые власы» (Ангел Златые власы) (XII в. с позднейшими записями) и Борис и Глеб (XIV в.) из собрания Русского музея в Санкт-Петербурге.